# Fiat A.80
Der Fiat A.80 RC.41 „Nembo“ (dt. „Nimbus“) war ein luftgekühlter 18-Zylinder-Doppelsternmotor, der von der italienischen Fiat Aviazione in den 1930er-Jahren produziert wurde und in mehreren Flugzeugen der Vorkriegszeit bis zum Ende des Zweiten Weltkriegs Verwendung fand.

## Entwicklung
Der Motor Fiat A.80 wurde 1935 von Tranquillo Zerbi und Antonio Fessia zeitgleich mit dem Fiat A.74 entwickelt. Beide Typen wurden konzeptionell von US-amerikanischen Triebwerken abgeleitet, für die Fiat Fertigungslizenzen erworben hatte. Dies waren der 9-Zylinder-Sternmotor Pratt & Whitney R-1690, der zum A.80 weiterentwickelt wurde sowie der 14-Zylinder-Doppelsternmotor R-1830, aus dem der A.74 entstand. Dabei wurden die Ausgangskonstruktionen konstruktiv stark verändert, sowohl um die Fertigung zu vereinfachen als auch um verfügbare Materialien verwenden zu können.
Der A.80 wurde für den Einsatz in Bomben- und Transportflugzeugen sowie für die zivile Verwendung entworfen, während der A.74 mit kleinerem Durchmesser für den Einsatz in Jagdflugzeugen vorgesehen war.
Der Motor A.80 wurde am 10. November 1937 nach bestandener Prüfung für die Fertigung zugelassen, nachdem er die üblichen 150-Stunden-Testläufe auf dem Prüfstand durchlaufen hatte.
Unter den operativen Bedingungen während der Kriegszeit standen lediglich Kraftstoffe mit geringerer Qualität zur Verfügung, worunter das Triebwerk trotz zahlreicher Änderungen während der Produktion stark litt und was ihm eine geringere Zuverlässigkeit als seinem „kleinen Bruder“ einbrachte.
Unter den italienischen Piloten hatte der A.80 einen schlechten Ruf – seltsamerweise kamen keine Beschwerden von den Piloten, die in der kaiserlichen japanischen Armee während des zweiten Japanisch-Chinesischen Kriegs Bomber des Typs Fiat BR.20 flogen.
Lob erhielt das Triebwerk dagegen für die gute Zugänglichkeit seiner Motormechanik bei den Wartungsarbeiten.

## Technische Daten
A.80 RC.41
- Typ: Doppelsternmotor 9 × 2 = 18 Zylinder, luftgekühlt
- Aufladung: Radiallader mit maximalem Verdichtungsverhältnis 1,61:1
- Bohrung: 140 mm
- Hub: 165 mm
- Hubraum: 45,720 Liter
- Länge: 1508 mm
- Durchmesser: 1335 mm
- Verdichtungsverhältnis: 6,7:1
- Trockenmasse: 750 kg
- Startleistung: 1030 PS (785 kW) bei 2200/min
- Nennleistung: 885 PS in Bodennähe / 1000 PS bei 2100/min auf 4100 m Höhe bei 0,98 bar Ladedruck
- Maximalleistung: 1100 PS auf 4100 m Höhe
- Volldruckhöhe: 4100 m
- Kraftstoff: Flugbenzin 87 Oktan
- Spezifischer Kraftstoffverbrauch: 270 g/PS/h bei Höchstgeschwindigkeit, 220–230 g/PS/h bei 6/10 der Maximalleistung

## Versionen
- A.80 RC.41 – Hauptversion:
  - engstehende Kühlrippen der Zylinder, zwei Ventile pro Zylinder in OHV-Anordnung, Auslassventile mit Natrium-Füllung, Luftleitbleche zwischen den Zylindern für optimale Kühlluftströmung.
  - Vorwärmer für angesaugtes Kraftstoff-Luft-Gemisch
  - Propellergetriebe: Planetengetriebe mit Kegelrad-Untersetzung von 0,625:1
  - automatische Anpassung der Propellersteigung während des Fluges
  - Volldruckhöhe 4100 m

- A.80 RC.20 – in geringerem Umfang hergestellte Version:
  - Startleistung von 1200 PS
  - Verdichtungsverhältnis 7:1
  - Leergewicht 742 kg
  - Volldruckhöhe 2100 m

Die Gesamtzahl der produzierten Motoren beider Versionen beträgt etwa 2000 Exemplare.

## Flugzeuge mit A.80
- AUT 18
- Breda Ba.65 A.80
- Breda Ba.82
- CANT Z.506B
- CMASA B.G.A.
- Caproni Ca.135 bis
- Fiat BR.20
- Fiat G.18V
- Savoia-Marchetti SM.79 „Sparviero“
- Savoia-Marchetti SM.87